# 3-cm-Flak 103/38
Die 3-cm-Flak 103/38 war eine Flugabwehrkanone der Wehrmacht im Zweiten Weltkrieg.

## Entwicklung
Mitte 1943 forderte Hitler, den Flakschutz für den überschweren Panzer Maus zu projektieren. Hitler hatte sich als Waffe die 3,7-cm-Doppelflak für U-Boote in den Kopf gesetzt und forderte in einer Besprechung mit Reichsminister Speer am 30. September 1943 die Forcierung der Produktion und die Ausrüstung aller U-Boote mit dieser Waffe. Gleichzeitig hatte man sich im Oberkommando dafür entschieden, nicht nur für den Schutz der Maus, sondern generell einen Flakpanzer zu konzeptionieren. Aus dieser Forderung ergaben sich zuerst der 2-cm-Flakpanzer 38 (t) sowie der nicht in Serie gegangene 2-cm-Flakvierling 38 auf Fahrgestell Panzer IV „Möbelwagen“. Die generelle Forderung der Panzertruppe in einer Stellungnahme vom 18. Dezember 1943 war: 3,7-cm-Einling (später Zwilling) auf Selbstfahrlafetten für die Grenadiertruppen, 2-cm-Flak auf Schützenpanzern (später 3,7-cm-Flak) für die Panzergrenadiere und 3,7-cm-Zwilling (um 2-cm-Flakvierling zu ersetzen) für die Panzerverbände.
Am 28. Januar 1944 äußerte der Generalinspekteur der Panzertruppen in einer Stellungnahme die Forderung die 3-cm-Flak (Zwilling U-Boot-Turm) auf Pz.IV übergangsweise, bis zur Verfügbarkeit eines 3,7-cm-Flak (Zwilling) auf Fahrgestell Panther, einzusetzen. Diese Äußerung bezog sich auf die für die U-Boote entwickelte 3-cm-Flakzwilling 303, die jedoch noch nicht verfügbar war. Ungefähr im Sommer 1944 muss eine Entwicklungsanfrage an Entwicklungsabteilung „Flak E 4“ der Mauser Werke gegangen sein, die beinhaltete die Waffe in die Lafette der Flak 38 einzubauen. Am 24. August 1944 wurde in der Aktennotiz 3679 vermerkt, dass dies nicht ohne größere Änderungen möglich wäre. Aus dem Dokument geht auch hervor, dass zuerst eine mechanische Lade- und Abfeuerungsvorrichtung für Panzer entwickelt wurde. Genau diese Variante der MK 103 wurde dann letztlich zur 3-cm-Flak 103/38.
Die 3-cm-Flak 103/38 war also eine Kombination aus der Lafette der 2-cm-Flak 38 und der Panzerkampfwagen-Variante der Bordkanone MK 103, um mit vorhandenen Komponenten eine leistungsfähigere leichte Flak zu erhalten. Am 28. September 1944 erfolgte das erste Versuchsschießen dieses Geschützes.
Mit der „Panzerbrandsprenggranate Leuchtspur ohne Zerleger“ konnten 32 mm Panzerung aus 300 m Entfernung bei einem Aufschlagwinkel von 90° durchschlagen werden und mit der „H-Panzergranate L“ sogar 90 mm. Die Bordwaffe wies eine für Flugzeugwaffen nachteilig hohe Streuung auf, diese war jedoch für eine Flak günstig. Für den Einsatz als Flak wurde die Abzugseinrichtung an der MK 103, die zuvor rein elektrisch war, umgebaut, das Ergebnis war die 3-cm-Flak 103.
Es fehlten noch die Lafettierungen. Der erste Vorschlag von Mauser war die Waffen einzeln auf einer Behelfslafette, die zum Beispiel auf Holzpfosten montiert werden konnte, zu montierten. Doch letztlich wurden die 3-cm-Flak 103/38 (Illing), die 3-cm-Flakvierling 103/38 und die 3-cm-Flak 103/Pz-Waffe (für Flakpanzer IV) entwickelt.
Hinweis:
Die Schlussfolgerung, dass es sich um eine Waffe handelte, die zur Verfügung stand, da die Luftwaffe kaum mehr Gelegenheit hatte diese einzusetzen, liegt im ersten Moment nahe. Doch sollten die 3-cm MK 103 möglichst bei den Flugzeugen der Luftwaffe schnell die noch als Bordwaffen verwendeten 2-cm-MG 151 ersetzen. Auch gingen Ende 1944 die ersten Produktionsstätten verloren, so dass insgesamt bereits viel weniger Waffen hergestellt wurden. Die 3-cm-Flak 103/38 war also trotz all ihrer Schwächen ein echter Nachfolger für die 2-cm-Flak 38. Doch rächte sich die kurze Entwurfszeit und die Übernahme der Lafette von einer leichteren Waffe durch eine gewisse Anfälligkeit für Störungen.

## Produktion und Einsatz
Rheinmetall Borsig soll einen Liefervertrag über 2000 Geschütze und die Gustloff-Werke einen Auftrag über 1000 Geschütze erhalten haben. Auch wenn es verhältnismäßig wenige Fotos dieser Geschütze im Einsatz gibt, so ist doch von einigen Aufnahmen her zu erkennen, dass es durchaus eine Serienfertigung gegeben haben muss.
Es handelt sich bei diesem Flugabwehrgeschütz, um eine der typischen Entwicklungen, die als Reaktion auf die erdrückende alliierte Luftüberlegenheit entstand.
Probleme bereitete die große Mündungsbremse am Rohrende, die den Rückstoß dämpfen sollte, da ihr Gewicht die Waffe zu mündungslastig machte.
Weitere Prototypen des Geschützes wurden von den Firmen Mauser, Škoda und Brünner Waffenwerke produziert, so dass es auf Fotografien des seltenen Geschützes technische Unterschiede geben kann.
Transportiert wurde das Geschütz mit einer vereinfachten Ausführung des Sonderanhänger 51.

## 3-cm-Flakvierling 103/38
Neben dem Einbau in die Lafette der regulären 2-cm-Flak 38 wurde auch die Verwendung in der für die 2-cm-Flak 38 entwickelten Vierlingslafette getestet. Bilder dieses Geschützes und die Berichte von der Erprobung der Waffe sind überliefert.

## Mobilisierung

### Flakpanzer IV Kugelblitz
Am 9. Oktober 1944 wurde der Flakpanzer IV „Kugelblitz“, der mit der 3-cm-Flak 103 ausgerüstet war, offiziell eingeführt.

### Flakpanzerwagen 38 (3-cm Zw)
Langfristig projektiert war die Unterbringung der 3-cm-MK 103 Zw auf einem Geschützwagen 38 Fahrgestell (Gerät 572 / Flakpanzerwagen 638/15, Alkett 9. November 1944).

### Flakpanzer IV Zerstörer 45
In Anlehnung an den existierenden 2-cm-Flakvierling Flakpanzer IV „Wirbelwind“, wurde kurz vor Kriegsende bei „Ostbau Sagan“ der Bau eines Prototyp mit 3-cm-Flakvierling als „Zerstörer 45“ begonnen.

### Truppenimprovisationen
Es gibt Fotografien, welche die Verwendung des Geschützes auf einem leichten Lkw Steyr 1500 auf der Ladefläche dokumentieren.
Auch soll ein etwas unscharfes Bild den Einsatz auf einem Bergepanzer 38 dokumentieren. Ferner wurde ein Geschütz auf einem Fahrgestell einer 15-cm-Selbstfahrlafette 38 (t) Ausf. M ohne Waffe montiert.

## Unterschiede zur Flak 38
Der größte Unterschied zur 2-cm-Flak 38 bestand in dem größeren Magazin und Kaliber, durch welches ein mehr als doppelt so schweres Geschoss in eine größere maximale Höhe gebracht werden konnte. Denkt man zum Beispiel an die gepanzerten, russischen Schlachtflieger vom Typ Il-2, war dies eine dringend verlangte Steigerung der Leistungsfähigkeit für ein leichtes Flakgeschütz.